# Cabinda (ville)
Pour la province, voir Cabinda.
Cabinda (Chioua) est la capitale de la province du même nom, en Angola au sud-ouest du continent africain. La ville comptait 624 646 habitants en 2014, 780 093 en 2022 d'après des projections, elle borde l'océan Atlantique. Les habitants de la ville sont appelés les Cabindas ou les Fiotes. Cabinda, en raison de sa proximité avec de riches réserves pétrolières, est l'un des principaux ports pétroliers d'Angola.

## Histoire
Elle a été fondée par les Portugais en 1883, à la suite de la signature du traité de Simulambuco. Elle était un lieu d'embarquement pour les esclaves vers le Brésil.
Une grande partie des habitants de cette région parlent le lingala et le français (langues parlées dans les deux Congo), ils font partie de l'ethnie des "bakongo" qu'on retrouve également dans les deux Congo.

## Géographie
Le Cabinda est situé sur la côte atlantique, au sud de la province de Cabinda, sur la rive droite du fleuve M'Bele.
Selon la classification climatique de Köppen, le Cabinda bénéficie d'un climat tropical de savane.
Il se trouve à 56 kilomètres au nord de Moanda (Congo-Kinshasa), à 70 kilomètres au nord de l'estuaire du fleuve Congo et à 137 kilomètres au sud de Pointe-Noire (Congo-Brazzaville).

## Enseignement supérieur
Cabinda abrite deux établissements publics d'enseignement supérieur, à savoir L’Université 11 novembre (en) a été fondée en 2009, et l'Institut supérieur des sciences de l'éducation de Cabinda. Il abrite également les campus de l'Université Lusíada et de l'Université privée d'Angola.

## Transports
La ville est reliée par transport aérien grâce à son aéroport.

## Culture
La population de la ville possède une culture particulière, allant de sa façon de s'habiller et de manger à ses rituels traditionnels, notamment le Chicumbe et les célèbres cérémonies du Bakamas do Tchizo, un rituel traditionnel qui permet l'interaction entre les vivants et les esprits occultes des dieux et des ancêtres, assurant ainsi la réconciliation entre les morts et les vivants.

## Lieux de culte

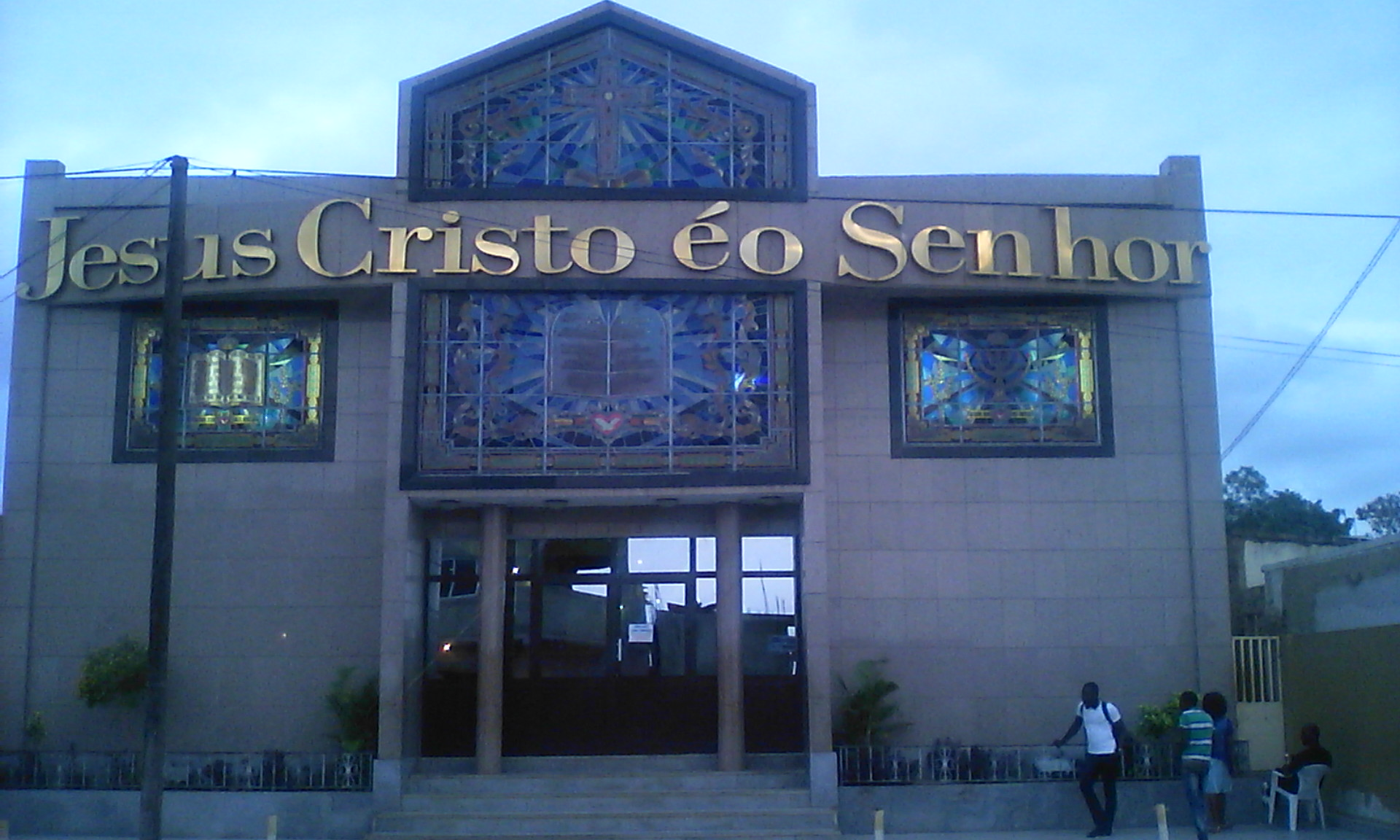
Église universelle du royaume de Dieu.

Parmi les lieux de culte, on compte principalement des églises et des temples chrétiens : 
- du diocèse de Cabinda pour l'Église catholique,
- l'Igreja Evangélica Congregacional em Angola (Communion mondiale d'Églises réformées),
- l'Igreja Evangelica Reformada de Angola (Communion mondiale d'Églises réformées),
- la Convention baptiste de l’Angola (Alliance baptiste mondiale),
- l'Église universelle du royaume de Dieu,
- les Assemblées de Dieu [9].

Des mosquées (musulmanes) sont également présentes.

## Personnalités
- Amélia da Lomba, femme de lettres et journaliste angolaise.